# Actinote meridae
Actinote meridae är en fjärilsart som beskrevs av Charles Oberthür 1917. Actinote meridae ingår i släktet Actinote och familjen praktfjärilar. Inga underarter finns listade i Catalogue of Life.